# Serafimerringning
Serafimerringning är en traditionell klockringning i Riddarholmskyrkan i Stockholm. Ringningen pågår oavbrutet under en timme mellan klockan 12:00 och 13:00 och sker på begravningsdagen för en riddare, eller ledamot, av Serafimerorden.

## Beskrivning
Varje riddare (man) eller ledamot (kvinna)  av Serafimerorden får sitt vapen målat med ordensinsignierna på en kopparplåt. Ett urval vapnen ställs ut i Serafimersalen på Stockholms slott. När en serafimerriddare eller ledamot avlider kompletteras vapenskölden med dödsdatum innan den förs till Riddarholmskyrkan. Vid begravningsdagen (inte dödsdagen) av riddaren eller ledamoten bärs vapenskölden i en enkel procession under högvaktseskort från Slottet till Riddarholmskyrkan. 
Processionen anländer klockan 12:00 och samtidigt inleder Riddarholmskyrkans serafimerklocka den så kallade Serafimerringningen. I kyrkan hålls en ceremoni med musik och tal där vice Ordenskanslern officiellt tillkännager serafimerriddarens frånfälle. Klockringningen pågår oavbrutet under en timme och avslutas klockan 13:00. Eftersom Riddarholmskyrkan inte längre är någon församlingskyrka är Serafimerringningen ett sällsynt tillfälle då man får höra en av kyrkans klockor. I samband med Serafimerringningen brukar kyrkan vara öppen för allmänheten.

## Bilder från ceremonin den 11 februari 2015

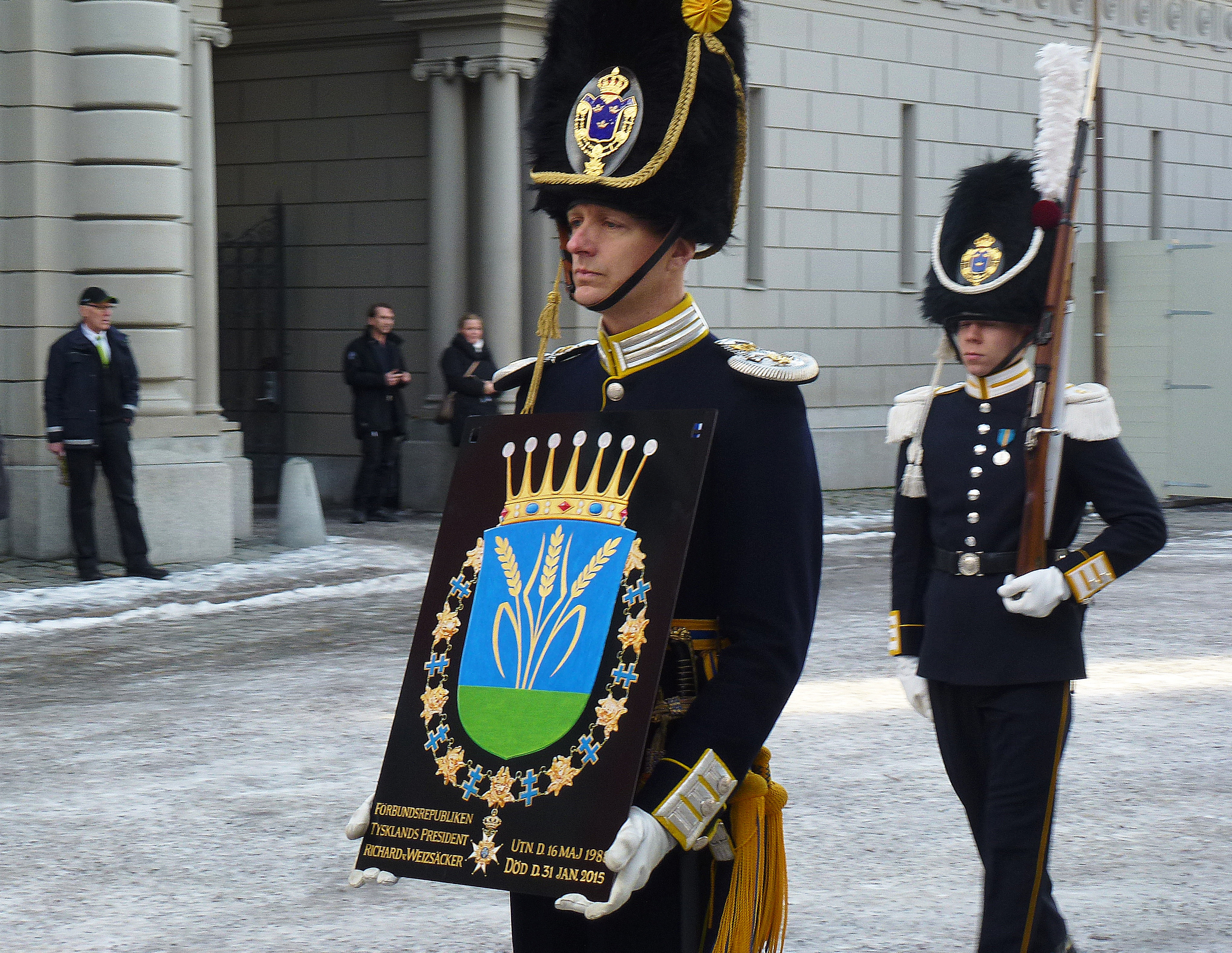
Vapenskölden bärs fram från Stockholms slott
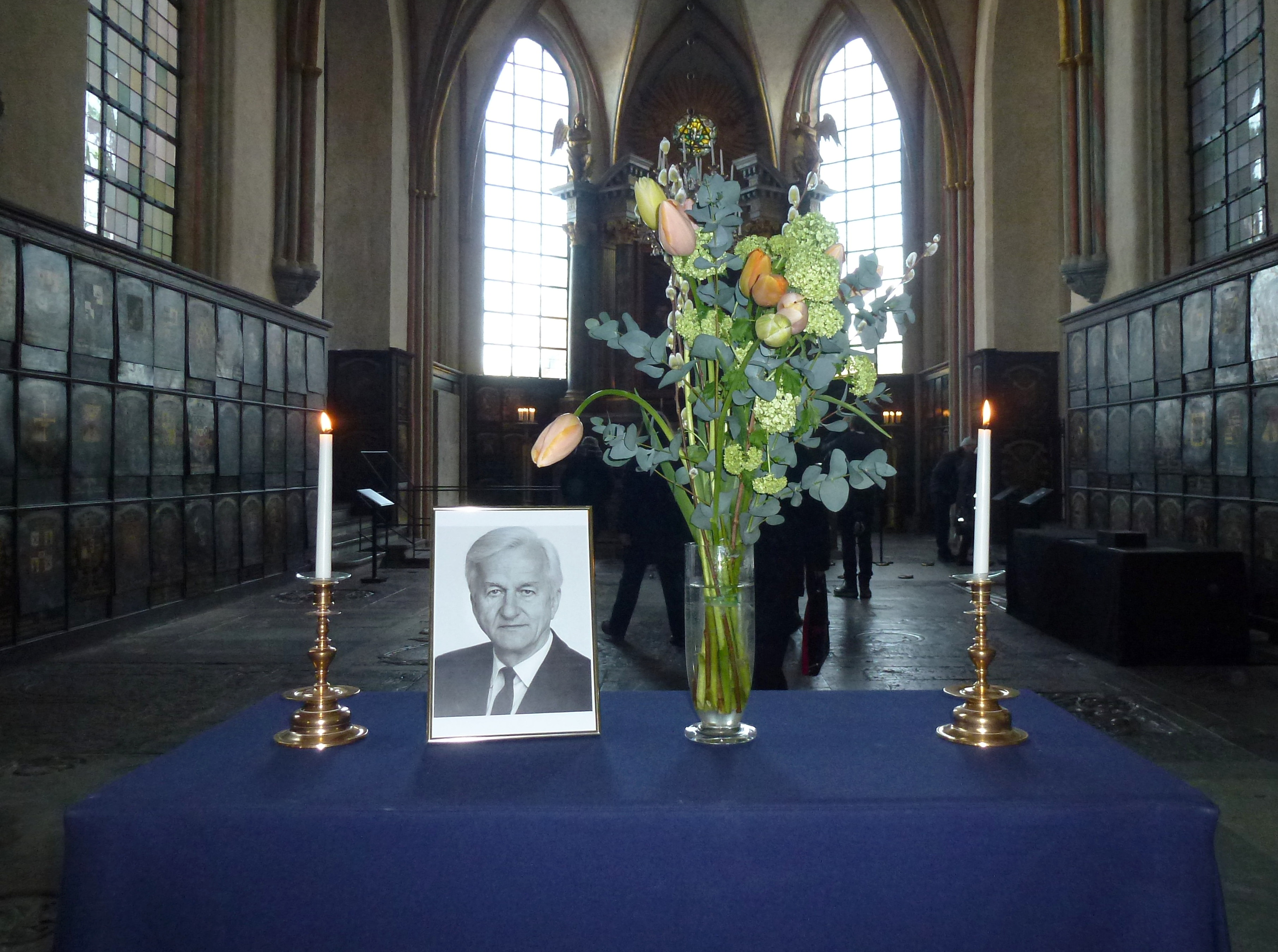
Minnesbord för Richard von Weizsäcker
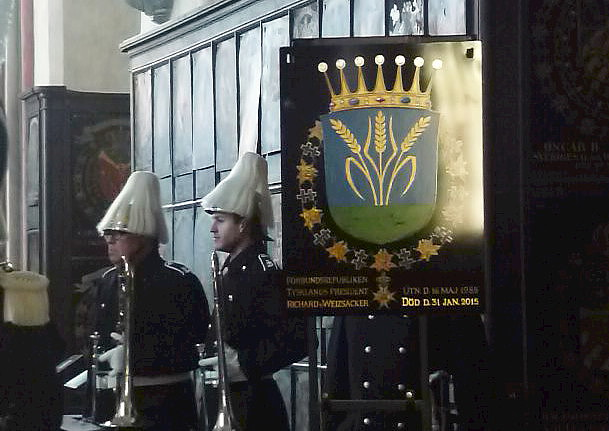
Richard von Weizsäckers vapensköld i kyrkan
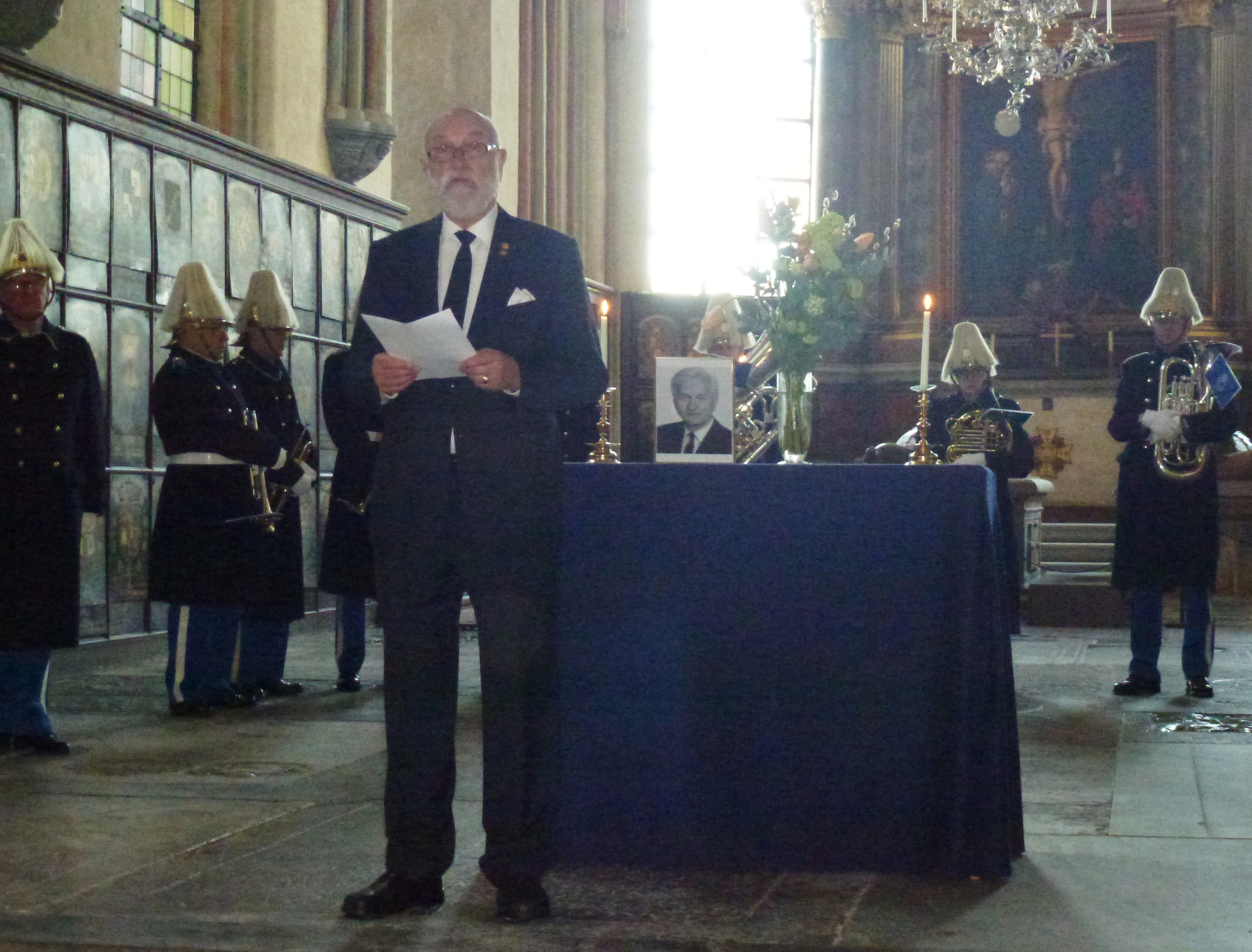
Vice Ordenskanslern (Staffan Rosén) tillkännager serafimerriddarens död

## Serafimerringningar under 2000-talet (urval)
Observera att datumet efter namnet anger dagen för Serafimerringningen, inte dödsdagen.
- Thomas Klestil, 10 juli 2004
- Rainier III av Monaco, 15 april 2005
- Johannes Rau, 7 februari 2006
- Lennart Meri, 26 mars 2006
- Sten Rudholm, 12 december 2008
- Francesco Cossiga, 18 augusti 2010
- Oscar Luigi Scalfaro, 30 januari 2012
- Carl Johan Bernadotte, 14 maj 2012
- Prinsessan Lilian, 16 mars 2013
- Nelson Mandela, 15 december 2013
- Richard von Weizsäcker, 11 februari 2015
- Johann Georg av Hohenzollern-Sigmaringen, 12 mars 2016
- Walter Scheel, 7 september 2016
- Mario Soares, 10 januari 2017
- Mauno Koivisto, 25 maj 2017
- Bhumibol Adulyadej, 26 oktober 2017
- Henrik av Danmark, 20 februari 2018
- Jean av Luxemburg, 4 maj 2019
- Beji Caid Essebsi, 27 juli 2019
- Jacques Chirac, 30 september 2019
- Hosni Mubarak, 26 februari 2020
- Valéry Giscard d’Estaing, 5 december 2020
- Prins Philip, hertig av Edinburgh, 17 april 2021
- Károlos Papoúlias, 29 december 2021
- Elizabeth II av Storbritannien, 19 september 2022[1]
- Konstantin II av Grekland, 16 januari 2023
- Giorgio Napolitano, 26 september 2023
- Martti Ahtisaari, 10 november 2023
- Prinsessan Birgitta, 15 december 2024